# Desmodium saccatum
Desmodium saccatum är en ärtväxtart som beskrevs av Bernice Giduz Schubert. Desmodium saccatum ingår i släktet Desmodium och familjen ärtväxter. Inga underarter finns listade i Catalogue of Life.